# 6V6

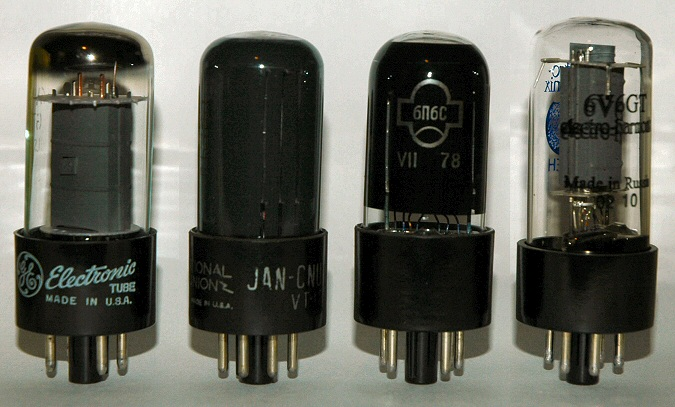
Varias 6V6 fabricadas por el mundo: de izquierda a derecha, 6V6GTA, hecha por General Electric, 6V6GT de JAN (1940), 6P6S (URSS, 1978) y una producción moderna de la 6V6GT hecha por Electro-Harmonix.

La válvula 6V6 es un tetrodo de haces dirigidos, introducida por RCA en 1937, que se sigue utilizando en algunas aplicaciones.
Similar a su predecesora, la 6L6, la 6V6 fue mucho más usada. Mientras que la 6L6 era una válvula excelente, no era adecuada para ser utilizada en aparatos domésticos de la época porque requería una gran cantidad de energía y por lo tanto una grande, caliente y cara fuente de alimentación y generaba más potencia sonora de la que se requería, especialmente en un circuito push-pull. Con la introducción de la 6V6, que requería solo la mitad de la potencia de filamento que la 6L6 (6,3 V 450 mA contra 6,3 V 900 mA de la 6L6), los tetrodos de haces dirigidos de potencia fueron una tecnología usable para el hogar, y se convirtió en un estándar en amplificadores de audio y radios donde se utilizaron antes otros pentodos de potencia como la 6F6. La 6V6 requería menos potencia de filamento y producía menos distorsión que la 6F6, mientras que seguía ofreciendo más potencia sonora tanto en clase A como en clase AB.
En una etapa de potencia amplificadora, una sola 6V6 se puede usar para producir cerca de 3 W RMS, y en configuración push-pull cerca de 10-12 W requiriendo para más potencia de salida un caro y gran transformador de salida especial.

## Historia
La 6V6 fue introducida tanto en metal (6V6) como con cápsula vítrea (6V6G, 6V6GT). RCA promocionaba la superioridad de sus diseños de válvulas de metal en la segunda mitad de los años 30, y esta válvula (que fue introducida en ese periodo) se produjo en gran cantidad en este formato. Otros fabricantes también fabricaron la 6V6 encapsulada en vidrio, que eran encontradas comúnmente en radios que no eran hechas por RCA. En los años 40, la 6V6 se fabricaba mucho más en formatos de ampolla vítrea más pequeña ("GT"), y después la 6V6GTA fue una mejora de esta válvula con un periodo de caldeo del filamento controlado.

## Uso actual
Generalmente, las válvulas 6V6 son robustas y pueden ser utilizadas por encima de sus especificaciones (la 6P6S, que tiene peor tolerancia, es una excepción). Gracias a esto, las 6V6 son muy populares en los amplificadores de audio a válvulas. Este mercado permite que actualmente se sigan fabricando. Es muy usada también en los amplificadores de guitarra, como el Fender Champ.

## Válvulas similares
Una válvula similar es la EL90 (6AQ5), que tiene especificaciones similares a la 6V6GT, pero en tamaño miniatura con una base de siete pines B7G. Otra válvula similar es la 7408 así como la válvula soviética 6P1P, que es esencialmente igual que la EL90, pero tiene una base de nueve pines B9A. También con base B9A, esta la 6BW6, una copia exacta equivalente a la 6V6. La 12AB5 es una variante con un voltaje de filamento de 12,6 V (225 mA) utilizable para las radios de los coches.
En la Unión Soviética una versión de la 6V6GT fue producida desde finales de los años 40 que parece ser una copia de la 6V6GT de Sylvania. Inicialmente con la misma notación estadounidense (tanto en letras latinas como en cirílicas), pero después, cuando la URRS adoptó su propio sistema de asignaciones, la válvula fue marcada como 6P6S (6П6С en cirílico.)